# Rafael Amaya
Rafael Amaya  (Hermosillo, Sonora, Mexikó, 1977. február 28. –) mexikói színész, énekes és modell.

## Élete és pályafutása
Rafael Amaya 1977. február 28-án született Hermosilloban.  Ötéves  volt amikor családjával Tecatébe (Alsó-Kalifornia) költözött. A középiskola elvégzése után San Diegóba utazott, hogy megkezdje egyetemi tanulmányait. Mexikóba visszatérve csatlakozott a Palapa együtteshez. Az együttes feloszlása után modellként kezdett el dolgozni.
Első szerepét 2000-ben kapta a La casa en la playa című telenovellában. 2001-ben megkapta Cástulo szerepét a Sin pecado concebidoban. 2001-ben a A betolakodó és a Salomé című sorozatokban játszott.
Jelenleg Angélica Celaya a barátnője, akit 2010-ben az Alguien te mira forgatáskor ismert meg.

## Filmográfia

### Telenovellák
| Év        | Cím                                     | Szerep                                                                                |
| --------- | --------------------------------------- | ------------------------------------------------------------------------------------- |
| 2000      | La casa en la playa                     | Romualdo Reyes                                                                        |
| 2001      | Sin pecado concebido                    | Cástulo Campos Ortiz                                                                  |
| 2001      | A betolakodó (La Intrusa)               | Eduardo / Derick                                                                      |
| 2001-2002 | Salomé                                  | José Julián                                                                           |
| 2002      | A szerelem ösvényei (Las vías del amor) | Paco / Pablo Rivera                                                                   |
| 2003      | Amar otra vez                           | Fernando Castañeda Eslava                                                             |
| 2006      | Las Dos Caras de Ana                    | Rafael Bustamante / Gustavo Galvan                                                    |
| 2010      | Alguien Te Mira                         | Julián García Correa / El Cazador                                                     |
| 2011      | Dél királynője (La Reina del Sur)       | Raimundo 'El Guero' Dávila Parra                                                      |
| 2013-2014 | El Señor de los Cielos                  | Aurelio Casillas 'El Señor de los Cielos' / Francisco 'Pancho' A Secas / Danilo Ferro |
| 2014      | Señora Acero                            | Aurelio Casillas 'El Señor de los Cielos'                                             |

### Film
| Év   | Cím                      | Szerep       |
| ---- | ------------------------ | ------------ |
| 2004 | Desnudos                 | Pablo        |
| 2006 | Así del precipicio       | Gerardo      |
| 2008 | Amor letra por letra     | Julián       |
| 2008 | 24 cuadros de terror     |              |
| 2009 | La ruleta de los sueños  | Dan          |
| 2009 | El descubrimiento        |              |
| 2009 | Se jodió la Navidad      |              |
| 2009 | The Fighter              | Leone        |
| 2009 | Pepe & Santo vs. America | Julio        |
| 2009 | Me importas tú... y tú   |              |
| 2009 | Días extraños            |              |
| 2010 | Rock Marí                | Pablo        |
| 2010 | Sin memoria              |              |
| 2010 | Adiós mundo cruel        | Luis Armando |
| 2013 | Meddling Mom             | Pablo        |